# Kyselka
Kyselka település Csehországban, a Karlovy Vary-i járásban. Kyselka Hradiště, Sadov, Ostrov, Velichov és Šemnice településekkel határos. Lakosainak száma 846 fő (2024. január 1.).

## Népesség
A település lakosságának változását az alábbi diagram mutatja:
| Lakosok száma | 501  | 740  | 966  | 422  | 668  | 687  | 806  | 792  | 785  | 846  |
|               | 1869 | 1890 | 1921 | 1950 | 1980 | 2001 | 2017 | 2019 | 2022 | 2024 |